# Chimerella mira
Chimerella mira — вид жаб родини скляних жаб (Centrolenidae). Описаний у 2023 році.

## Поширення
Ендемік Перу. Відомий лише у типовому місцезнаходженні: типові зразки було знайдено в болотистому середовищі на березі річки Патай-Рондос, притоки річки Монсон, у передгір'ях Анд на висоті 798 м над рівнем моря.